# Костыревская башня
Костыревская башня (Кастеровская, Красная, Круглая, Пороховая, Рачевская, Черепаховая) — круглая башня Смоленской крепостной стены. До наших дней в первозданном виде не сохранилась; в 1837 году построено здание, архитектурно стилизованное под башню изначальной стены, сохранившееся до наших дней.

## Информация и местонахождение

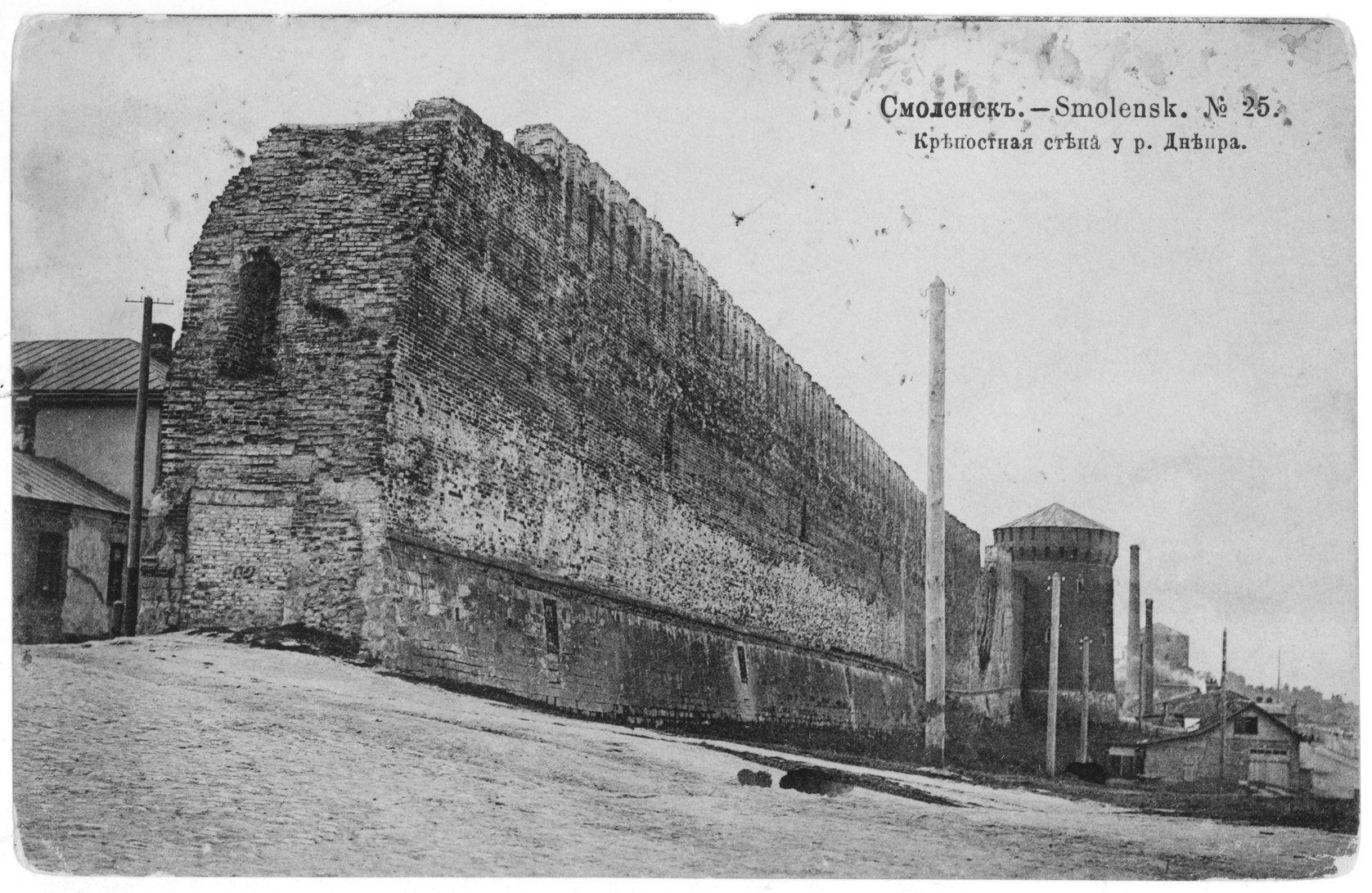
Прясло стены у Днепра. Костыревская башня — на заднем плане.

Костыревская башня находится на улице Соболева, рядом с комплексом зданий, принадлежащих горводоканалу. Стоит особняком ото всех остальных башен Смоленской крепостной стены. Изначально находилась между Лазаревской и Крылошевской башнями (обе не сохранились).
Представляет собой круглую башню с сохранившимся фрагментом стены. Подъём производится по ступеням внутри башни.

## История

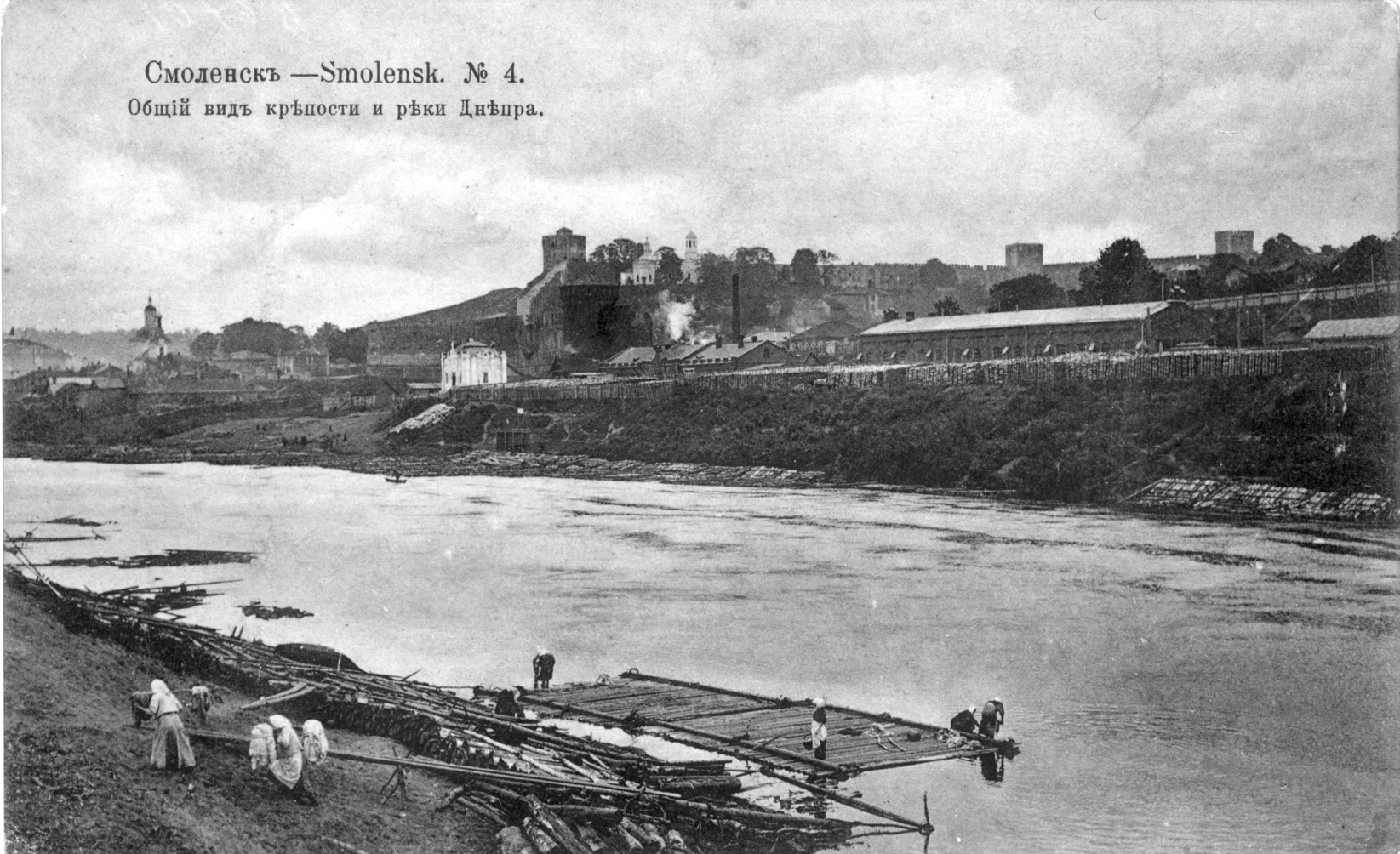
Вид на крепостную стену с другого берега Днепра. Костыревская башня — ближайшая к Днепру.

В 1609—1611 годах Костыревская башня частично была разрушена во время осады Смоленска польскими войсками (3 июня (по новому стилю — 13 июня) 1611 года поляки при помощи мины, заложенной вблизи башни, в трубе, по которой протекал Георгиевский ручей, взорвали участок стены и ворвались в город). В 1611 году поляки восстановили башню.
В 1706 году под башней был устроен пороховой погреб (за что получила одно из своих названий — «Пороховая»). В 1833 году из-за ветхости башня была разобрана. Кирпич башни и части прилегавших к ней прясел был использован для строительства моста через Днепр.
По личному распоряжению императора Николая I в 1837 году Костыревская башня была восстановлена, однако новое строение было меньших размеров по сравнению с оригиналом и архитектурно сильно отличалось от него. На постройку было затрачено около 200 тысяч рублей. Поначалу в новой постройке располагался пороховой склад, а затем — военный архив.
В начале XX века рядом с башней располагалась водопроводная станция. Прясла стены рядом с башней были демонтированы в течение XIX—XX веков.
В 90-е годы в Костыревской башне работал ночной клуб «Красная башня». В 2011 году была отреставрирована и покрыта крышей.

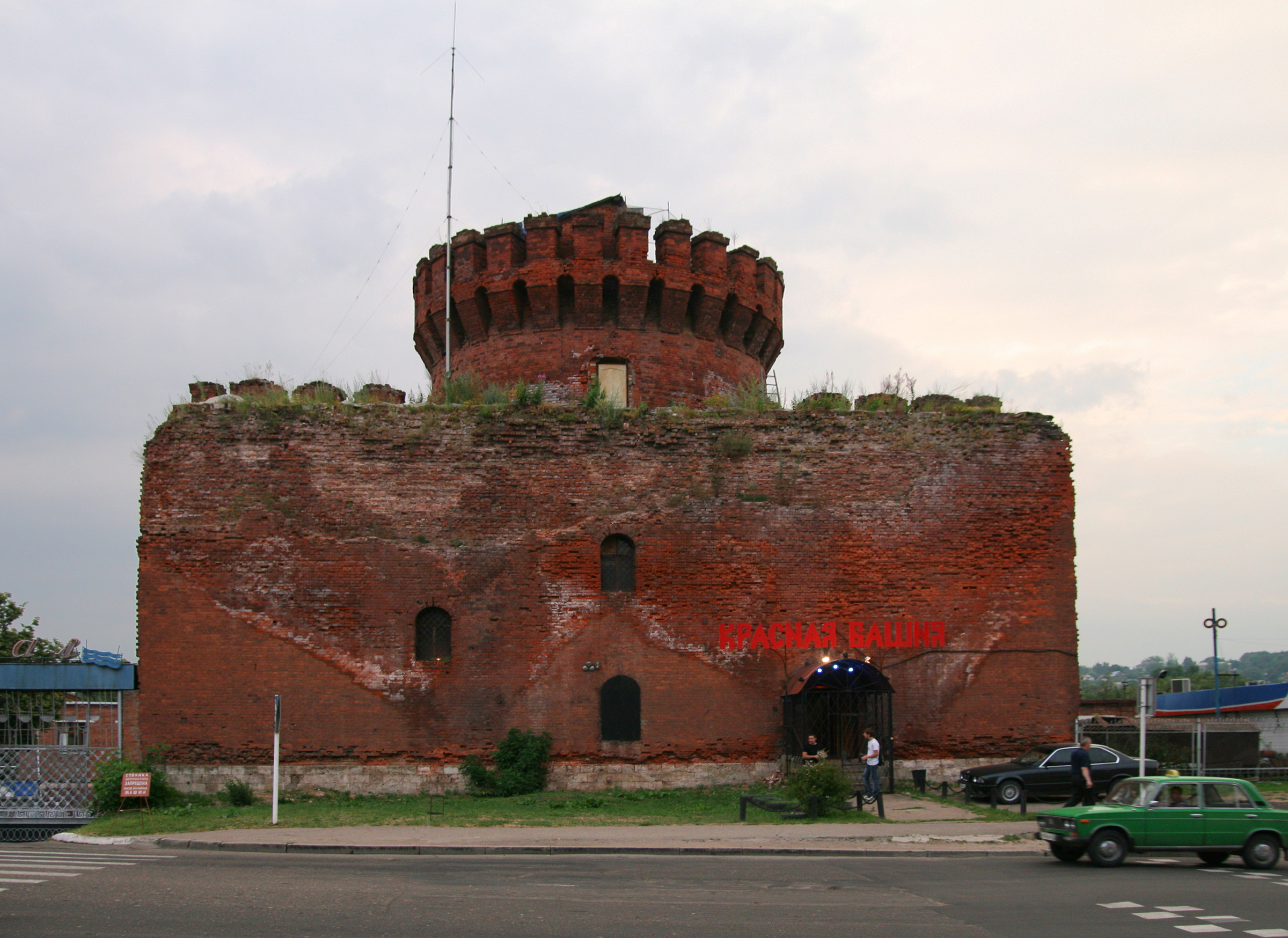
Состояние башни до 2011 года
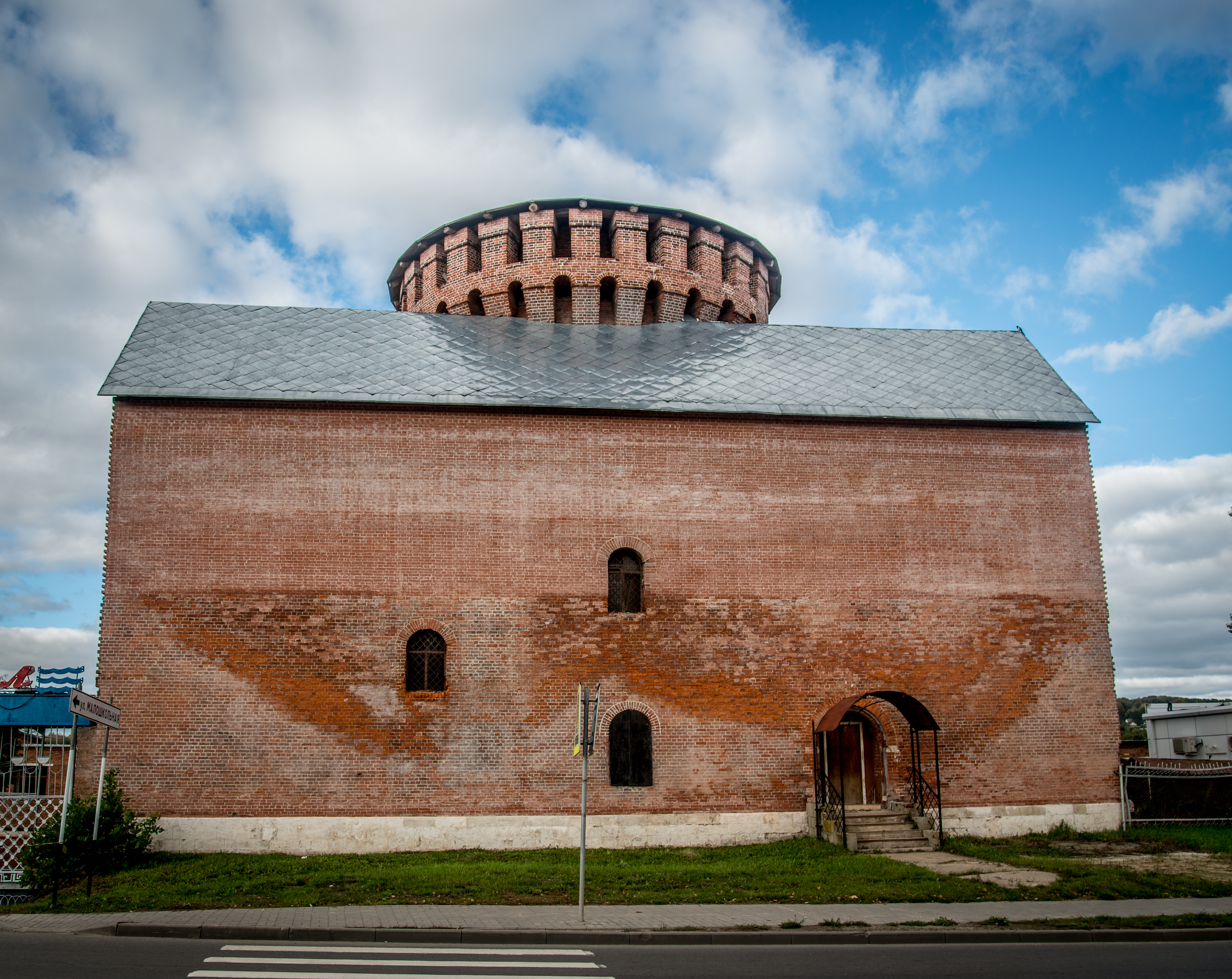
Современный вид башни
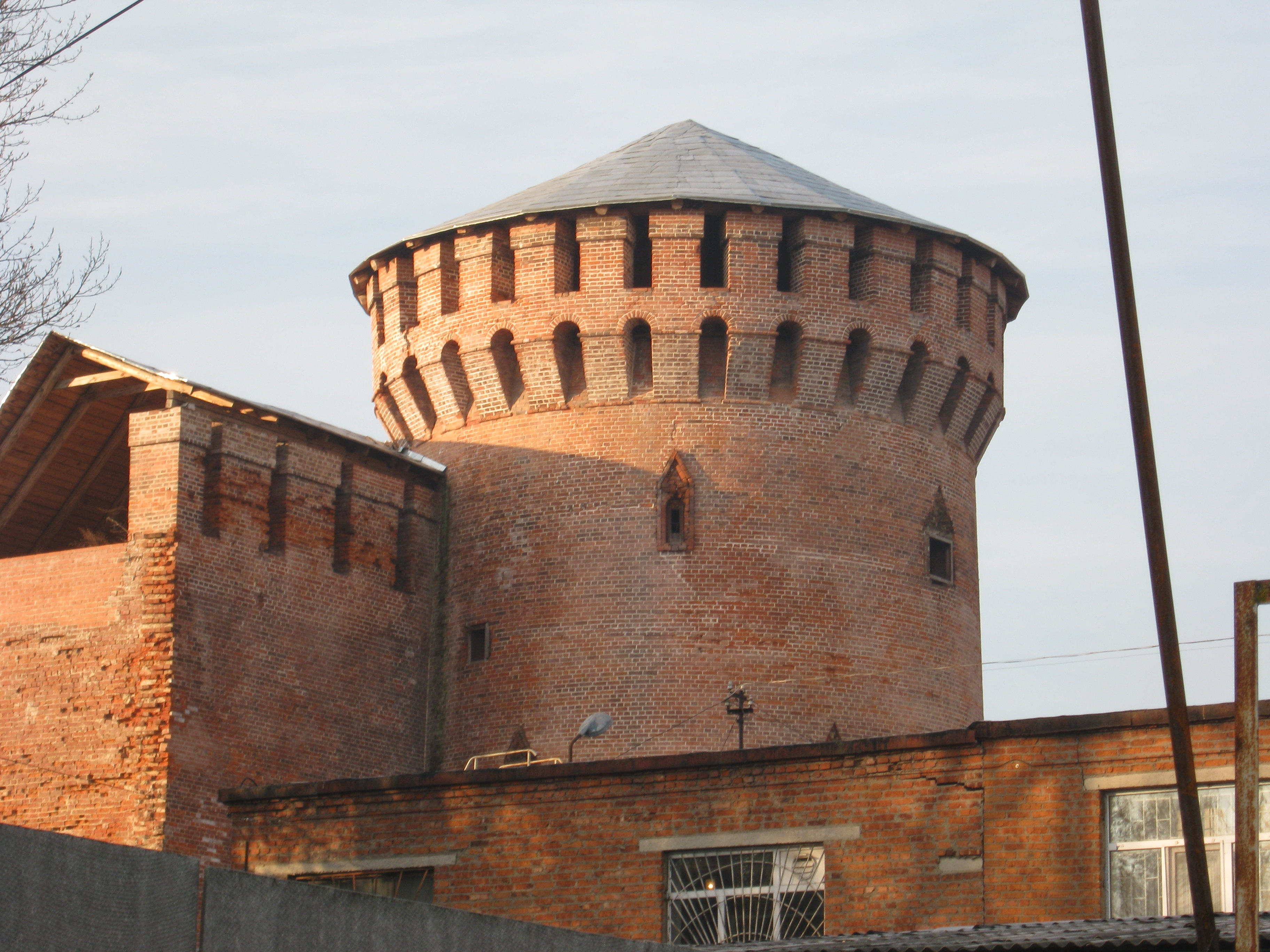
Вид на верхний ярус башни с берега Днепра